# Gahard
Gahard is een gemeente in het Franse departement Ille-et-Vilaine (regio Bretagne). De plaats maakt deel uit van het arrondissement Rennes. Gahard telde op 1 januari 2022 1.523 inwoners.

## Geografie
De oppervlakte van Gahard bedroeg op 1 januari 2022 24,96 vierkante kilometer; de bevolkingsdichtheid was toen 61 inwoners per km².

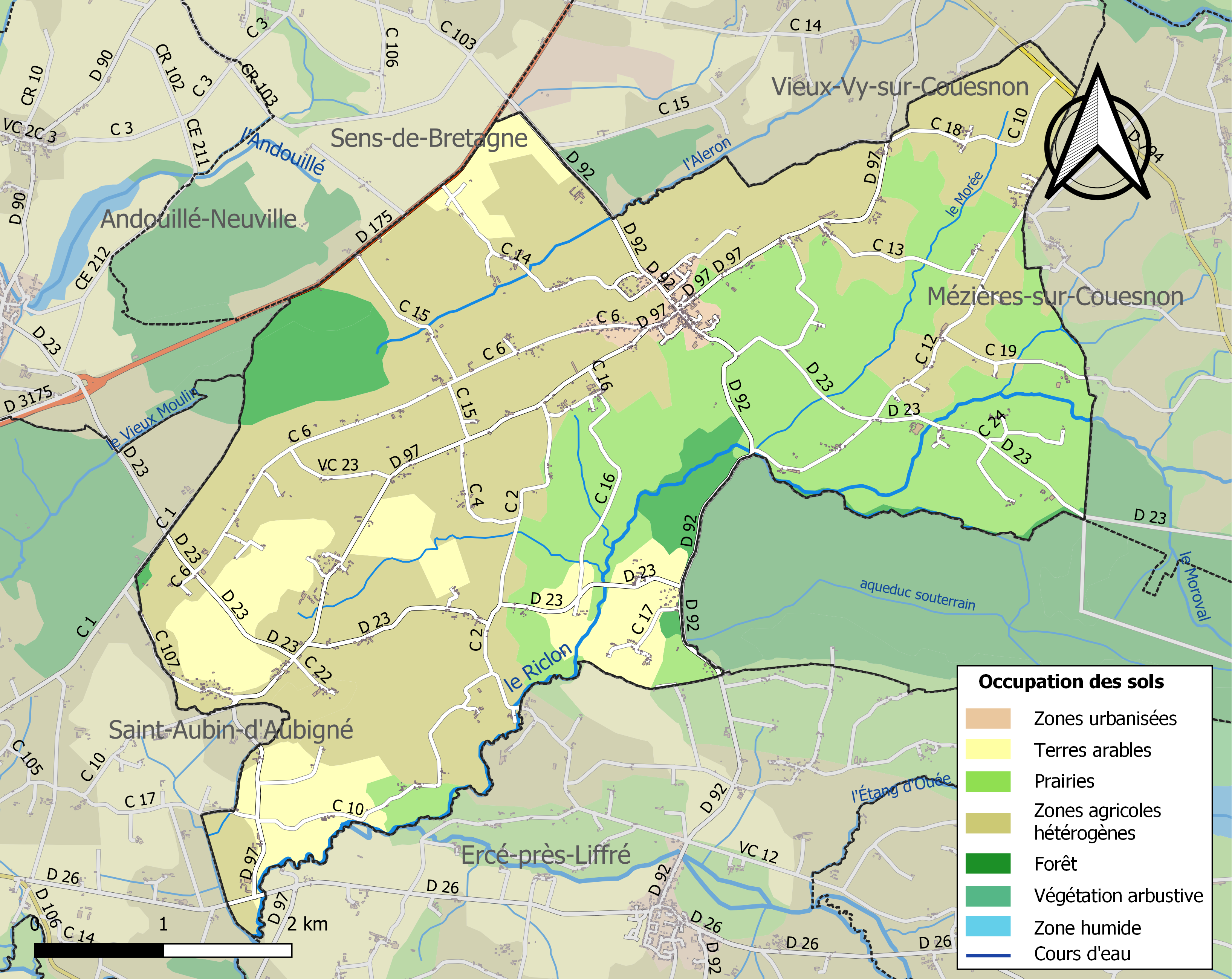
Kaart van de gemeente met belangrijkste infrastructuur, bodemgebruik en omliggende gemeenten

## Demografie
Onderstaande figuur toont het verloop van het inwonertal, bron: INSEE-tellingen. 